# ASM Clermont Auvergne-Stade toulousain en rugby à XV
Cet article retrace l'historique détaillé des confrontations entre les deux clubs français de rugby à XV de l'ASM Clermont Auvergne et du Stade toulousain.

## Confrontations
| No  | Date              | Lieu                                    | Match                                    | Score   | Compétition                                |
| --- | ----------------- | --------------------------------------- | ---------------------------------------- | ------- | ------------------------------------------ |
| 1   | 27 novembre 1927  | Stade Marcel-Michelin, Clermont-Ferrand | AS Montferrand – Stade toulousain        | 3 – 9   | Championnat                                |
| 2   | 15 octobre 1933   | Stade des Ponts Jumeaux, Toulouse       | Stade toulousain – AS Montferrand        | 3 – 0   | Challenge Yves du Manoir                   |
| 3   | 6 novembre 1938   | Stade Marcel-Michelin, Clermont-Ferrand | AS Montferrand – Stade toulousain        | 21 – 3  | Challenge Yves du Manoir                   |
| 4   | 27 décembre 1942  | Limoges                                 | AS Montferrand – Stade toulousain        | 11 – 3  | Championnat (8e de finale)                 |
| 5   | 10 février 1946   | Stade Marcel-Michelin, Clermont-Ferrand | AS Montferrand – Stade toulousain        | 9 – 10  | Championnat                                |
| 6   | 28 avril 1946     | Marseille                               | AS Montferrand – Stade toulousain        | 14 – 6  | Coupe de France (demi-finale)              |
| 7   | 30 mars 1947      | Stade Jacques-Chaban-Delmas, Bordeaux   | Stade toulousain – AS Montferrand        | 20 – 4  | Championnat (demi-finale)                  |
| 8   | 18 mai 1947       | Stade Jacques-Chaban-Delmas, Bordeaux   | Stade toulousain – AS Montferrand        | 14 – 11 | Coupe de France (finale)                   |
| 9   | 4 avril 1948      | Stade Jacques-Chaban-Delmas, Bordeaux   | AS Montferrand – Stade toulousain        | 10 – 6  | Championnat (quart de finale)              |
| 10  | 17 avril 1955     | Stade Charléty, Paris                   | AS Montferrand – Stade toulousain        | 18 – 0  | Championnat (16e de finale)                |
| 11  | 23 septembre 1956 | Stade Marcel-Michelin, Clermont-Ferrand | AS Montferrand – Stade toulousain        | 12 – 11 | Challenge Yves du Manoir                   |
| 12  | 1er décembre 1957 | Stade des Ponts Jumeaux, Toulouse       | Stade toulousain – AS Montferrand        | 16 – 6  | Championnat                                |
| 13  | 16 février 1958   | Stade Marcel-Michelin, Clermont-Ferrand | AS Montferrand – Stade toulousain        | 11 – 5  | Championnat                                |
| 14  | 4 décembre 1960   | Stade des Ponts Jumeaux, Toulouse       | Stade toulousain – AS Montferrand        | 21 – 3  | Challenge Yves du Manoir                   |
| 15  | 20 avril 1969     | Stade Aimé-Giral, Perpignan             | Stade toulousain – AS Montferrand        | 9 – 3   | Championnat (quart de finale)              |
| 16  | 30 novembre 1969  | Stade des Ponts Jumeaux, Toulouse       | Stade toulousain – AS Montferrand        | 3 – 0   | Challenge Yves du Manoir                   |
| 17  | 26 août 1972      | Stade des Ponts Jumeaux, Toulouse       | Stade toulousain – AS Montferrand        | 10 – 31 | Challenge Jules-Cadenat                    |
| 18  | 2 mars 1975       | Stade des Ponts Jumeaux, Toulouse       | Stade toulousain – AS Montferrand        | 29 – 25 | Challenge Jules-Cadenat                    |
| 19  | 12 septembre 1976 | Stade Marcel-Michelin, Clermont-Ferrand | AS Montferrand – Stade toulousain        | 36 – 6  | Challenge Yves du Manoir                   |
| 20  | 13 février 1977   | Stade des Ponts Jumeaux, Toulouse       | Stade toulousain – AS Montferrand        | 16 – 22 | Challenge Yves du Manoir                   |
| 21  | 26 mars 1978      | Stadium, Brive-la-Gaillarde             | Stade toulousain – AS Montferrand        | 7 – 3   | Challenge Yves du Manoir (8e de finale)    |
| 22  | 15 avril 1979     | Stadium, Brive-la-Gaillarde             | AS Montferrand – Stade toulousain        | 29 – 15 | Challenge Yves du Manoir (8e de finale)    |
| 23  | 6 mai 1979        | Stadium, Brive-la-Gaillarde             | AS Montferrand – Stade toulousain        | 12 – 6  | Championnat (quart de finale)              |
| 24  | 20 septembre 1981 | Stade Marcel-Michelin, Clermont-Ferrand | AS Montferrand – Stade toulousain        | 20 – 15 | Championnat                                |
| 25  | 20 décembre 1981  | Stadium, Toulouse                       | Stade toulousain – AS Montferrand        | 3 – 0   | Championnat                                |
| 26  | 7 janvier 1983    | Stade Marcel-Michelin, Clermont-Ferrand | AS Montferrand – Stade toulousain        | 20 – 6  | Challenge Yves du Manoir                   |
| 27  | 6 février 1983    | Stade Ernest-Wallon, Toulouse           | Stade toulousain – AS Montferrand        | 11 – 10 | Challenge Yves du Manoir                   |
| 28  | 25 mars 1984      | Stade Jean-Alric, Aurillac              | Stade toulousain – AS Montferrand        | 4 – 0   | Challenge Yves du Manoir (8e de finale)    |
| 29  | 18 mai 1985       | Stade Jacques-Chaban-Delmas, Bordeaux   | Stade toulousain – AS Montferrand        | 17 – 6  | Championnat (demi-finale)                  |
| 30  | 19 octobre 1986   | Stade Ernest-Wallon, Toulouse           | Stade toulousain – AS Montferrand        | 36 – 15 | Championnat                                |
| 31  | 14 février 1987   | Stade Marcel-Michelin, Clermont-Ferrand | AS Montferrand – Stade toulousain        | 3 – 9   | Championnat                                |
| 32  | 20 décembre 1987  | Stade Ernest-Wallon, Toulouse           | Stade toulousain – AS Montferrand        | 43 – 9  | Championnat                                |
| 33  | 6 mars 1988       | Stade Marcel-Michelin, Clermont-Ferrand | AS Montferrand – Stade toulousain        | 18 – 4  | Championnat                                |
| 34  | 20 août 1988      | Stade Marcel-Michelin, Clermont-Ferrand | AS Montferrand – Stade toulousain        | 27 – 16 | Challenge Yves du Manoir                   |
| 35  | 27 août 1988      | Stade Ernest-Wallon, Toulouse           | Stade toulousain – AS Montferrand        | 23 – 16 | Challenge Yves du Manoir                   |
| 36  | 5 février 1989    | Stade Ernest-Wallon, Toulouse           | Stade toulousain – AS Montferrand        | 43 – 9  | Championnat                                |
| 37  | 16 avril 1989     | Stade Marcel-Michelin, Clermont-Ferrand | AS Montferrand – Stade toulousain        | 18 – 27 | Championnat                                |
| 38  | 26 mai 1990       | Stade Jean-Bouin, Paris                 | AS Montferrand – Stade toulousain        | 23 – 14 | Championnat (petite finale)                |
| 39  | 17 août 1991      | Stade Marcel-Michelin, Clermont-Ferrand | AS Montferrand – Stade toulousain        | 22 – 8  | Challenge Yves du Manoir                   |
| 40  | 6 octobre 1991    | Stade Ernest-Wallon, Toulouse           | Stade toulousain – AS Montferrand        | 32 – 15 | Challenge Yves du Manoir                   |
| 41  | 28 mars 1993      | Stade Marcel-Michelin, Clermont-Ferrand | AS Montferrand – Stade toulousain        | 21 – 30 | Championnat                                |
| 42  | 25 avril 1993     | Stade Ernest-Wallon, Toulouse           | Stade toulousain – AS Montferrand        | 20 – 6  | Championnat                                |
| 43  | 20 mars 1994      | Stadium, Brive-la-Gaillarde             | AS Montferrand – Stade toulousain        | 28 – 19 | Challenge Yves du Manoir (quart de finale) |
| 44  | 28 mai 1994       | Parc des Princes, Paris                 | Stade toulousain – AS Montferrand        | 22 – 16 | Championnat (finale)                       |
| 45  | 4 janvier 1998    | Stade Marcel-Michelin, Clermont-Ferrand | AS Montferrand – Stade toulousain        | 22 – 14 | Championnat                                |
| 46  | 28 mars 1998      | Stade Ernest-Wallon, Toulouse           | Stade toulousain – AS Montferrand        | 35 – 20 | Championnat                                |
| 47  | 25 avril 1998     | Stade Marcel-Michelin, Clermont-Ferrand | AS Montferrand – Stade toulousain        | 19 – 10 | Championnat (quart de finale aller)        |
| 48  | 2 mai 1998        | Stade Ernest-Wallon, Toulouse           | Stade toulousain – AS Montferrand        | 22 – 9  | Championnat (quart de finale retour)       |
| 49  | 29 mai 1999       | Stade de France, Saint-Denis            | Stade toulousain – AS Montferrand        | 15 – 11 | Championnat (finale)                       |
| 50  | 15 avril 2000     | Stadium, Toulouse                       | Stade toulousain – AS Montferrand        | 31 – 18 | Coupe d'Europe (quart de finale)           |
| 51  | 9 décembre 2000   | Stade Marcel-Michelin, Clermont-Ferrand | AS Montferrand – Stade toulousain        | 28 – 15 | Championnat                                |
| 52  | 28 avril 2001     | Stadium, Toulouse                       | Stade toulousain – AS Montferrand        | 24 – 29 | Championnat                                |
| 53  | 9 juin 2001       | Stade de France, Saint-Denis            | Stade toulousain – AS Montferrand        | 34 – 22 | Championnat (finale)                       |
| 54  | 20 avril 2002     | Stade Ernest-Wallon, Toulouse           | Stade toulousain – AS Montferrand        | 45 – 23 | Championnat (play-off)                     |
| 55  | 4 mai 2002        | Stade Marcel-Michelin, Clermont-Ferrand | AS Montferrand – Stade toulousain        | 16 – 19 | Championnat (play-off)                     |
| 56  | 15 octobre 2004   | Stade Marcel-Michelin, Clermont-Ferrand | ASM Clermont Auvergne – Stade toulousain | 26 – 22 | Top 16                                     |
| 57  | 15 avril 2005     | Stade Ernest-Wallon, Toulouse           | Stade toulousain – ASM Clermont Auvergne | 28 – 10 | Top 16                                     |
| 58  | 18 novembre 2005  | Stade Marcel-Michelin, Clermont-Ferrand | ASM Clermont Auvergne – Stade toulousain | 28 – 22 | Top 14                                     |
| 59  | 7 mai 2006        | Stade Ernest-Wallon, Toulouse           | Stade toulousain – ASM Clermont Auvergne | 26 – 11 | Top 14                                     |
| 60  | 30 septembre 2006 | Stade Marcel-Michelin, Clermont-Ferrand | ASM Clermont Auvergne – Stade toulousain | 46 – 9  | Top 14                                     |
| 61  | 15 avril 2007     | Stadium, Toulouse                       | Stade toulousain – ASM Clermont Auvergne | 24 – 7  | Top 14                                     |
| 62  | 2 juin 2007       | Stade Vélodrome, Marseille              | ASM Clermont Auvergne – Stade toulousain | 20 – 15 | Top 14 (demi-finale)                       |
| 63  | 21 décembre 2007  | Stade Marcel-Michelin, Clermont-Ferrand | ASM Clermont Auvergne – Stade toulousain | 21 – 17 | Top 14                                     |
| 64  | 19 avril 2008     | Stadium, Toulouse                       | Stade toulousain – ASM Clermont Auvergne | 11 – 23 | Top 14                                     |
| 65  | 28 juin 2008      | Stade de France, Saint-Denis            | Stade toulousain – ASM Clermont Auvergne | 26 – 20 | Top 14 (finale)                            |
| 66  | 13 septembre 2008 | Stade Marcel-Michelin, Clermont-Ferrand | ASM Clermont Auvergne – Stade toulousain | 16 – 6  | Top 14                                     |
| 67  | 22 février 2009   | Stadium, Toulouse                       | Stade toulousain – ASM Clermont Auvergne | 20 – 13 | Top 14                                     |
| 68  | 29 mai 2009       | Stade Jacques-Chaban-Delmas, Bordeaux   | ASM Clermont Auvergne – Stade toulousain | 19 – 9  | Top 14 (demi-finale)                       |
| 69  | 6 septembre 2009  | Stade Marcel-Michelin, Clermont-Ferrand | ASM Clermont Auvergne – Stade toulousain | 19 – 12 | Top 14                                     |
| 70  | 10 janvier 2010   | Stadium, Toulouse                       | Stade toulousain – ASM Clermont Auvergne | 15 – 16 | Top 14                                     |
| 71  | 4 décembre 2010   | Stade Marcel-Michelin, Clermont-Ferrand | ASM Clermont Auvergne – Stade toulousain | 32 – 25 | Top 14                                     |
| 72  | 7 mai 2011        | Stadium, Toulouse                       | Stade toulousain – ASM Clermont Auvergne | 15 – 6  | Top 14                                     |
| 73  | 27 mai 2011       | Stade Vélodrome, Marseille              | Stade toulousain – ASM Clermont Auvergne | 29 – 6  | Top 14 (demi-finale)                       |
| 74  | 1er octobre 2011  | Stadium, Toulouse                       | Stade toulousain – ASM Clermont Auvergne | 22 – 9  | Top 14                                     |
| 75  | 3 mars 2012       | Stade Marcel-Michelin, Clermont-Ferrand | ASM Clermont Auvergne – Stade toulousain | 35 – 5  | Top 14                                     |
| 76  | 1er décembre 2012 | Stadium, Toulouse                       | Stade toulousain – ASM Clermont Auvergne | 30 – 22 | Top 14                                     |
| 77  | 20 avril 2013     | Stade Marcel-Michelin, Clermont-Ferrand | ASM Clermont Auvergne – Stade toulousain | 39 – 17 | Top 14                                     |
| 78  | 31 août 2013      | Stade Marcel-Michelin, Clermont-Ferrand | ASM Clermont Auvergne – Stade toulousain | 38 – 19 | Top 14                                     |
| 79  | 5 janvier 2014    | Stade Ernest-Wallon, Toulouse           | Stade toulousain – ASM Clermont Auvergne | 19 – 12 | Top 14                                     |
| 80  | 13 septembre 2014 | Stade Ernest-Wallon, Toulouse           | Stade toulousain – ASM Clermont Auvergne | 9 – 13  | Top 14                                     |
| 81  | 4 janvier 2015    | Stade Marcel-Michelin, Clermont-Ferrand | ASM Clermont Auvergne – Stade toulousain | 24 – 6  | Top 14                                     |
| 82  | 6 juin 2015       | Nouveau stade de Bordeaux, Bordeaux     | ASM Clermont Auvergne – Stade toulousain | 18 – 14 | Top 14 (demi-finale)                       |
| 83  | 20 mars 2016      | Stade Marcel-Michelin, Clermont-Ferrand | ASM Clermont Auvergne – Stade toulousain | 32 – 23 | Top 14                                     |
| 84  | 29 mai 2016       | Stade Ernest-Wallon, Toulouse           | Stade toulousain – ASM Clermont Auvergne | 22 – 11 | Top 14                                     |
| 85  | 9 octobre 2016    | Stade Marcel-Michelin, Clermont-Ferrand | ASM Clermont Auvergne – Stade toulousain | 29 – 25 | Top 14                                     |
| 86  | 31 décembre 2016  | Stadium, Toulouse                       | Stade toulousain – ASM Clermont Auvergne | 26 – 20 | Top 14                                     |
| 87  | 8 octobre 2017    | Stade Ernest-Wallon, Toulouse           | Stade toulousain – ASM Clermont Auvergne | 28 – 18 | Top 14                                     |
| 88  | 5 mai 2018        | Stade Marcel-Michelin, Clermont-Ferrand | ASM Clermont Auvergne – Stade toulousain | 36 – 26 | Top 14                                     |
| 89  | 23 décembre 2018  | Stade Marcel-Michelin, Clermont-Ferrand | ASM Clermont Auvergne – Stade toulousain | 20 – 20 | Top 14                                     |
| 90  | 14 avril 2019     | Stadium, Toulouse                       | Stade toulousain – ASM Clermont Auvergne | 47 – 44 | Top 14                                     |
| 91  | 15 juin 2019      | Stade de France, Saint-Denis            | Stade toulousain – ASM Clermont Auvergne | 24 – 18 | Top 14 (finale)                            |
| 92  | 9 novembre 2019   | Stadium, Toulouse                       | Stade toulousain – ASM Clermont Auvergne | 34 – 8  | Top 14                                     |
| 93  | 7 septembre 2020  | Stade Marcel-Michelin, Clermont-Ferrand | ASM Clermont Auvergne – Stade toulousain | 33 – 30 | Top 14                                     |
| 94  | 11 avril 2021     | Stade Marcel-Michelin, Clermont-Ferrand | ASM Clermont Auvergne – Stade toulousain | 12 – 21 | Coupe d'Europe (quart de finale)           |
| 95  | 29 mai 2021       | Stade Ernest-Wallon, Toulouse           | Stade toulousain – ASM Clermont Auvergne | 36 – 27 | Top 14                                     |
| 96  | 26 septembre 2021 | Stade Ernest-Wallon, Toulouse           | Stade toulousain – ASM Clermont Auvergne | 27 – 15 | Top 14                                     |
| 97  | 1er janvier 2022  | Stade Marcel-Michelin, Clermont-Ferrand | ASM Clermont Auvergne – Stade toulousain | 16 – 13 | Top 14                                     |
| 98  | 8 octobre 2022    | Stade Ernest-Wallon, Toulouse           | Stade toulousain – ASM Clermont Auvergne | 46 – 10 | Top 14                                     |
| 99  | 1er janvier 2023  | Stade Marcel-Michelin, Clermont-Ferrand | ASM Clermont Auvergne – Stade toulousain | 13 – 32 | Top 14                                     |
| 100 | 25 novembre 2023  | Stade Ernest-Wallon, Toulouse           | Stade toulousain – ASM Clermont Auvergne | 31 – 10 | Top 14                                     |
| 101 | 25 février 2024   | Stade Marcel-Michelin, Clermont-Ferrand | ASM Clermont Auvergne – Stade toulousain | 33 – 37 | Top 14                                     |
| 102 | 12 octobre 2024   | Stade Ernest-Wallon, Toulouse           | Stade toulousain – ASM Clermont Auvergne | 48 – 14 | Top 14                                     |
| 103 | 16 février 2025   | Stade Marcel-Michelin, Clermont-Ferrand | ASM Clermont Auvergne – Stade toulousain | 18 – 35 | Top 14                                     |

## Statistiques
Depuis 1919
- Matchs invaincus :
  - Clermont : 4
  - Toulouse : 6
- Total :
  - Nombre de rencontres : 100
  - Premier match gagné par les Clermontois : 6 novembre 1938 (no 3)
  - Premier match gagné par les Toulousains : 27 novembre 1927 (no 1)
  - Dernier match gagné par les Clermontois : 1er janvier 2022
  - Dernier match gagné par les Toulousains : 12 octobre 2024
  - Plus grand nombre de points marqués par les Clermontois : 46 points le 30 septembre 2006 (gagné)
  - Plus grand nombre de points marqués par les Toulousains : 48 points le 12 octobre 2024 (gagné)
  - Plus grande différence de points dans un match gagné par les Clermontois : +37 le 30 septembre 2006
  - Plus grande différence de points dans un match gagné par les Toulousains : +36 le 8 octobre 2022
- Bilan
  - Nombre de rencontres : 102
  - Victoires Clermontoises: 44
  - Victoires Toulousaines : 57
  - Matches nuls : 1